# 屍姬
《屍姬》是日本漫畫家赤人義一創作的日本漫畫作品。於《月刊少年GANGAN》2005年5月号至2014年9月号上進行連載。單行本全23卷。
GAINAX在《月刊少年GANGAN》2008年七月號上發表動畫化的消息，電視動畫在2008年10月至12月以『屍姬 赫』、2009年1月至3月，以『屍姬 玄』的名稱播出。

## 故事簡介
大元帥系真言密教宗派之一光言宗有一種神秘的法術，令那些對人世間仍有眷戀的女性死屍變成能思考能走動的屍姬。屍姬的能力比常人強數倍，更有不死之身，她們必須與光言宗的和尚訂下契約，把其他為禍人間的屍殺死。只要殺滿一百零八具就可以圓約，升上天堂。
女主角星村真姬那，與光言宗的契約僧田神景世訂下契約，以追殺其他殭屍及找出殺死自己的仇人七星為生。然而景世不幸戰死，契約轉來其收養的少年花神旺里身上，同時勢力最大的敵人大群開始展開陰謀，戰況越漸明朗起來。

## 登場角色

### 主要角色
星村真姬那（聲優：秋山奈奈）
- 生日:11月28日
- 身高:151cm　體重:48kg　血型:A
- 喜歡的事物：夜空、高麗菜味噌湯、玉米濃湯
- 討厭的事物：蜈蚣、香味太過強烈的食物、暈動病

本作女主角，享年十五歲，現為十六歲。光言宗開祖高弟十人「偉家十聖」之一的星村家的雙胞胎女兒（其雙胞胎哥哥星村黑白原定是下一任的大僧正，擁有天才之名）。全家被七星所殺，她懷著對七星的仇恨而變成屍，後來田神景世及時趕來與她訂立契約才免被屍化，從此便與景世一起對抗其他屍。
身材普通，常常被景世嘲弄她「平平無奇」的上半身。平常多以女生水手制服示人，家事十分在行，表面上與普通少女沒有分別。外冷內熱，但易動怒暴躁。平常書面上多以片假名稱呼。
武器為MAC-11衝鋒槍兩柄，利用自身優於常人的敏捷度接近目標後迅速傾洩火力，在第三卷中更在彈匣底端加裝刀刃強化近戰能力。此外第三卷景世臨死時把契約轉至旺里身上更加入詛咒，擁有吸收契約者的生命來使自己擁有無限再生能力。
仇人是七星，為此一直希望找他們出來報仇。對景世十分信任，視之為最佳拍檔，喜歡他。
其人生中的初吻是被七星的北斗奪走，連帶舌頭一起被北斗吞入肚中。
田神景世（聲優：藤原啟治）
- 生日:1月11日
- 身高:184cm  體重:80kg  血型:O
- 喜歡的事物：梅子茶漬飯、鹽味昆布、日本酒
- 討厭的事物：無

漫畫前三卷之男主角，真姬那的契約僧。在光言宗是位少僧正（逝世後晉升為權僧正），負責分駐在各地進行守護的契約僧。因為本身與星村家關係不淺，於是被委以為真姬那的契約僧。
對巨乳有特殊癖好，常常與漂亮可愛的女學生交往，所以有不少女生的電話。
自行發明能在一段時間強化身體機能的神丹酒，但包裝非常下流糟糕。
第三卷末與赤紗一戰陣亡，臨死前把真姬那的契約轉至旺里身上，享年三十三歲。
花神旺里（聲優：羽染達也、小林由美子（幼年時期））
- 生日:7月7日
- 身高:167cm　體重:52kg  血型:O Rh－
- 喜歡的事物：甜食（有加餡的）、牛奶、貓
- 討厭的事物：味道強烈的香料、有加薄荷的食物

漫畫第四卷景世死後升任男主角，依海高校一年級學生。幼年時由景世撿回來，留在景世旗下世空寺旁的孤兒院大麟館收養。起初性情孤僻，不喜近人，但在自己飼養的小貓死開始有回正常人的感情。對於景世常常以兄長來稱呼，視之為至親，但景世常常向他開三級玩笑。
運氣奇差，常常走霉運，但有不可思議的直覺。似乎與常人有些不同，迷香對他不起作用。大群稱呼他為「招來死亡的不幸」。
十六歲生日面對景世死亡的噩耗，臨危受下真姬那的契約，為了不再讓只能眼看別人死亡的無力感控制自己而決定皈依光言宗，接受契約僧的修行以與真姬那一起戰鬥。
屍生的孩子。
漫畫版中在53話為了拯救真姬那而被歪質挾持，55話藉著和＂貓＂交易，以救出真姬那為條件，將身體送上。最後貓所索取的代價為旺里不可向真姬那告白。
當旺里遇到危險時，貓會出手相救，但其代價為旺里往後人生的選擇權。
體內包括貓總共有「11個人」存在，由「11個人」操控旺里身體後，意識切換為貓的意識，能夠使用詛咒：「死之錯覺」，能力是操控影子，延伸出的孩童之影抓到對方的影子後，孩童之影會將抓到的影子的部位撕裂，藉此侵蝕對手精神，讓對手該部位的肉體活動停止，對手便無法感覺到或是使用該身體部位（比如說手臂影子被撕裂，對手會感覺失去了手臂，手臂無法動作），但是根據狹間推測，活動停止時間約只有10秒左右，而且影子的延長範圍也是有限度的，算是防守形詛咒。（但也是靠這詛咒來抑制北斗藉此奪回真姬娜）
由11個人操控身體後，旺里除了能使用死之錯覺此一詛咒外，敏捷也提高，雖然都是屍的能力，但是體能依然只有人類的程度。藉由11個人的思考，根據對手微妙的動作＂演算＂對手的下一招攻勢，藉此旺里能靠著人類的體能躲避屍的攻擊。

### 光言宗

#### 偉家十聖
由神生、紫央、高峰、荒神、土門、葵、總角、標、宮宮、星村十家所組成。

#### 屍姬
天瀨早季（聲優：菊地美香）
- 生日：8月8日
- 身高：128cm  體重：28kg  血型：
- 喜歡的事物：鹹味點心、果汁
- 討厭的事物：青椒、很苦的藥

享年十歲（現時年齡由於身體曾被冷凍保存而亦為十歲）。是荒神莉花在幼年時即已結識的好友，在一場由煙火所造成的意外中傷重身亡，但莉花在得知其擁有成為屍姬的潛能後（也因為早季曾對莉花坦言不想就此死去），將其身體冷凍保存，十年後與其訂立契約使其復活。復活後的早季抱著對莉花超越常人的友情，立誓要保護莉花。
個性口舌惡毒，也喜歡拿莉花的胸圍與個性開玩笑。愛吃甜食。
武器在漫畫中為一雙長柄巨斧，在動畫裡則為一巨錘。不論何者，她的戰鬥敏捷度似乎完全不受其影響。
於漫畫第14集第63回中為救莉花而讓自己憑附在莉花身上，填補其缺少的部位而加以治療。最後將身體的主導權還給莉花，並以長大後的姿態消失於光芒之中。
山神異月（聲優：中村知世）
- 生日:3月18日
- 身高:154cm  體重:44kg  血型:O
- 喜歡的事物：香草口味哈根達斯、義式麵食、披薩、冷凍點心
- 討厭的事物：味道辣的食物(咖哩還能接受)

享年十五歲（現時十八歲），契約僧為光言宗少僧正送儀嵩柾。平常書面上多以片假名稱呼。
以兩把手槍作為武器。登場初期時其戰鬥技巧似乎尚未達到爐火純青的地步，這是因為生前本來就是與戰鬥毫無關聯、個性有些怯弱的女高中生，所以戰鬥風格是以輔助嵩柾為主，專注於守護對方和迴避屍的攻擊。
於【御靈封神】行動中向「王」發起攻擊，但被王擊潰身體，只剩頭掉落於嵩柾前。後因嵩柾的努力，回復了原型，但也因此失去不少記憶。
遠岡晶（聲優：悠木碧）
享年十五歲（現時年齡不詳），契約僧為壬生貞比呂。
動畫中以狙擊步槍作為武器，漫畫則是Ithaca 37霰彈槍。
與貞比呂之間有著深厚的信賴關係，戰鬥風格是不惜讓自己受傷也要進行攻擊的捨身戰法。
動畫中被設定作為光言宗極機密的游擊班之一員，與大部分的屍姬之不同，能於獵殺目標允許包括與屍勾結的人類。
瑠翁水薙生（聲優：平田裕香）
年齡不詳，契約僧為伊佐木修二。戰鬥時以拳套為武器，對目標進行近接徒手戰。
在漫畫裡只被人提到與伊佐木雙雙陣亡，在動畫中則有較多的角色刻劃：與戀人殉情後獨自屍化並對此事抱有罪惡感，因此即使是伊佐木接二連三的羞辱虐待她也心甘情願地予以承受。原本與旺里交流後對其抱有好感，伊佐木死後自己也面臨死亡與再度屍化的危險－雖然貞比呂提議在他的仲介之下可以由旺里繼承契約，但是最後瑠翁依然決定拒絕並自願被遠岡明加以處分。
澤宮冬麻
- 生日:9月13日
- 身高:174cm  體重:56kg  血型:AB

享年二十歲。契約僧是身為光言宗六僧正之一的梅原鉦近。以「教訓」梅原為樂，因此被其稱為「S宇宙來的S怪獸」。
動畫中僅出現回想畫面。
以杖作為武器。
轟旗神佳（聲優：堀江由衣）
被自己的契約僧──光言宗六僧正之一的高峰宗現（在動畫中則為公認）稱為「最強屍姬」的知性型女性。
綽號「劍姬」，以兩把日本刀作為武器。
本人解釋其「最強」並不是力量最強的意思，而是本身想達到「最強」境界的執著。
當說出「我要」「斬殺」「你」時，不論刀刃是否損毀，都必將目標斬成兩半。但僅限鎖定中的目標。
79話，以神劍刺入尸之王的心臟後被王的地獄所滅，後來，神劍認可她而給予她神格，她才得以以神的姿態復活並隨意揮舞神劍，最後以神劍滅了王。
輝背男
契約僧為光言宗大僧正的神生真世。
又名「屍法姬童子」，為光言宗屍姬的「原典」。於九百年前曾封印「王」。與其他的屍姬不同，並不是由屍體變化而來，而是全身都由法具構成，類似人造人之類的存在。
其為一的絕招名為「砂石降」，但在玉室的加持下強化為「星辰降」。以輝背男和大僧正為中心，半徑兩公里內都是隕石的攻擊範圍。
對於大僧正神生真世有著非常大的崇拜與嚮往，認為他是千年才遇到的認可之人。
阻止魔緣進攻玉室失敗、真世大僧正戰死後因為失去契約者而無法活動，遇見前來執行任務的旺里後暫時奉他為主再度向魔緣挑戰。
不過在黑白登場後被他破壞，身體一度近乎崩潰。之後將自己重組，身體縮小大半後和莉花搭檔，一起向黑白進行最後的決戰。
結局時成為旺里的搭檔，成為對屍的新部隊一員為了根除屍的存在而戰。

#### 契約僧
荒神莉花（聲優：千葉紗子）
- 生日:4月3日
- 身高:171cm  體重:55kg  血型:O
- 喜歡的事物：花、春天、掃除
- 討厭的事物：毛毛蟲、弄髒的地方

天瀨早季的契約僧，在光言宗位列權僧正，也是高峰宗現的副手，二十三歲。偉家十聖荒神家之女兒。擁有F罩杯的傲人巨乳胸圍。
自小因為背負著荒神家的使命而過著孤獨的修行生活，只有早季主動與她成為朋友。早季意外身亡後，莉花為了救她而將其身體冷凍保存，在十年的修行之後與她訂立契約。對於景世抱有好感，即使列位較高也依然對景世用敬語稱呼。在景世戰死之後對「大群」也抱有強烈的憎恨。
62話，被殭屍仙李黎紅從腰斬殺，屍姬早季的強留念『保護莉花』使早季附身修復莉花斷開的身體，並打敗了李黎紅。隨後，將身體還給莉花，由於屍姬實體已消失，早季也消失了。
荒神家以醫術見長。莉花亦不例外，戰鬥時也是使用加入自家醫術要素修改而來，穿戴於右手的法具「金爪異掌」。此護手型法具在指尖上裝有如手術刀一般鋒利的鉤爪，並可以放出韌性足以切斷巨樹的細線。此外還能將細線植入對手體內神經，如操縱傀儡一般地操縱對方。
伊佐木修二（聲優：杉田智和）
瑠翁水薙生的契約僧，位列大僧都，也是受高峰宗現信賴的實力派僧兵。與漫畫中僅短暫地被提及的地位相比，動畫版對此人著墨較多。
自視甚高，將一般人輕蔑地稱作「俗人」，雖然身為契約僧卻把自己負責的瑠翁水薙生只當成可以提升自己地位工具一般並予以虐打羞辱，并称之为是瑠翁水薙生的孽。在动画版中提到，实际上在他小的时候曾与瑠翁水薙生有一面之缘，于是契约成立。
在漫畫中是與瑠翁水薙生雙雙在任務中殉職，在動畫版裡則是獨自死在與人類流氓的糾紛中。
梅原鉦近
- 生日:2月18日
- 身高:173cm  體重:76kg  血型:B

澤宮冬麻的契約僧。在动画版中提到，拥有两名尸姬。
基本上可視為田神景世的強化版。不過其好色舉動通常以澤宮冬麻的武力糾正收場。在光言宗中是颇具实力的人物，唯一可以使用不动明王剑的契约僧。
漫畫結局中已還俗。
壬生貞比呂（聲優：诹访部顺一）
遠岡明的契約僧，曾與景世、鹿堂赤紗是同期夥伴。特徵是臉上有道一字型的刀傷。在光言宗中對其交涉能力、執行能力皆有著高評價。
對其他宗教有很深的了解，特別是與大教會有著聯繫與交涉。
在擊敗魔緣後被升為僧正，被黑白說穿他其實早已領悟救贖與天國皆不存在的事實。與黑白的決戰後，在結局中升為大僧正。
動畫版結局時被晉升為權大僧正。
高峰宗現（聲：中村秀利）
轟旗神佳的契約僧、光言宗六僧正之一，也是景世的師父。光言宗的總本山最高負責人。
是驅使屍姬在前線與屍戰鬥的「修法派」一員，與不參與任何實務、只修佛法的「眾生派」是對立的關係。
神生真世
輝背男的契約僧。亦是光言宗地位最高的僧侶--大僧正。出身於偉家十聖之一的神生家。
被視為光言宗600萬信徒中的最高一人，亦是不能逃亡不能戰敗，作為守護萬象之理的最後防線。其雙目被最高級的法具「萬象輪」所取代，能夠看穿因果宿緣，而被信徒們當成是活聖人。
據說實際年齡已經超過四十歲以上，但是外貌上看來還是二十初的美貌青年。其實力不負於他活聖人的美名，別稱「遍照權現」，能夠掌控駕馭全國地脈累積而起的龐大靈力，加持在輝背男身上，從而發揮輝背男將太空隕石轟擊至地面的強大神通力。他和輝背男在玉室之中的聯手作戰，是目前唯一能夠和屍之王的神通力正面抗衡的存在。
在第六十四話時原本已經停下了維持王存在的黑雨，將王逼至即將毀滅的關頭。卻被徹底化身成屍的王所逆轉擊敗，身負致命重傷。將「萬象輪」交付給趕來支援的高峰僧正後，以身為最後防線的執著留下斷後，和總本山共存亡。

#### 其他的高位僧侶
紫央時花（聲：堀内賢雄）
權大僧正，在光言宗中大僧正下的第二人，由於大僧正須遠離俗務專心修行，而代替他執行所有事務。出身「十聖」之一的紫央家。
能在光言宗內因「修法派」和「眾生派」對立的情況下仍能很好的統合兩派人馬，在真世大僧正戰死後不擇手段的與外國勢力合作，將一直想進入日本的大教團引入。
平時執行事務時是個嚴格、務實的政治家風格，私底下則是個溫和的人。
星村黑白
「十聖」之一的星村家出身、真姬那的雙胞胎哥哥。年僅五歲時就已獲得僧正資格，並獲得大僧正繼承順位第一名的天才。
被認為在「七星」毀滅星村家時與父親一起戰死，實則將七星引到星村家後假死作測試，然後被另一個「十聖」宮宮所救。
在魔緣被封印後登場，並在之後的求聞持會上成為新任大僧正。自稱是彌勒菩薩在世，能使用所有的座壇，不需要使用屍姬也能與「七星」等級的屍交戰。
在繼位大僧正後決意廢除屍姬，並展開三次救世「龍華三會」卻不願拯救人類，最後在旺里等人的努力下被擊敗。

#### 各地的守護與其契約的屍姬
梶尾 宗設
兵庫県・神戸護的契約僧。
八滝 叶江
梶尾的屍姫。
武藤 雄彦
神奈川守護的契約僧。
飛鳥 堯
武藤的屍姫。武器はライフル。
如月 刃
岡山守護的契約僧。法具「朱星笛」。
如月 伊呂波
刃的屍姫。武器はサイ。
永友賀進
北海道・道南守護。座壇「糸青統君」。
千千崎 杏
永友的屍姫。主な武器はサブマシンガン。
虹島曲
埼玉守護的契約僧。座壇「渾然因果」
御之上 直子
虹島的屍姫。武器はショットガン。
林田 妖光
仙台守護的契約僧。
潤子 バロック
林田的屍姫。主な武器は「ブリトニアン」という名の鋸。
早楯 冬斗
四国鎮守府守護の契約僧。
六花 睦葉
早楯的屍姫。武器は円月輪。

### 七星
七星是作品中著名的尸群，虽然成员数量很少但能力强大。七星的成员各自对应北斗七星的一颗，在身上画有北斗七星的图案。许多尸信仰七星，并在自己身上也画上北斗七星图案来表达敬意。
北斗（聲優：藤村知可）
穿着破旧的巫女装的少女，巨乳。是七星的核心，拥有能看穿事物本质的眼睛和强大的战斗力。没有常规的理性，会不分敌我地做出范围攻击。
本来是要作为教主参与王的复活仪式，但狭间为了避免北斗把其他教主击毙而代替她出场。
于漫画52-53话在王的呼唤下出现，连续重创在场的光言宗精锐。
其死前的身分乃是被當成即身佛的活祭品巫女，由於其屍之本性來自於人的妄念集合，因此才成為兼具[死屍]與[佛性]的存在。具有和真姬那家系漫長以來的宿緣。
狹間（聲優：大川透）
「七星」第一星，化作人形的大群尸虫。是七星的创建者。
雷輪
「七星」第四星，只出現於漫畫版之中，能够利用手机惊吓人类，又稱「悄悄話大師」。在第二卷中成為第一個死在真姬那手中的七星成員。
重無（聲優：新野美知）
「七星」第五星，看上去是美少女的少年，身穿和服，但實際上是一名藝術家藉由少年的屍體而轉化成屍。此身體的少年原本是重無製作雕像所使用的模特兒，後來因為弄傷身體而被重無在憤怒之下掐死，後體認人生最美的時刻就是「求生的掙扎」，決定藉由少年的屍體變成「年少的我」。使用铃铛操纵死灵，並可以將死靈注入屍體成為「人軀」。
被真姬那殺死。
忌逆（聲優：土師孝也）
「七星」第三星，具有老人的样貌，擅长制造阵地。生前是個富豪，會將人關在籠中並且讓他們被獅子吃掉，自稱後來遇到北斗，因此改變了他的人生。在漫畫中，能夠製造出猶如豪宅般的陣地，能自行控制宅邸中的任何現象，包括移動柱子和牆壁用作防禦，甚至能快速在半空中構築出上下顛倒的豪宅，讓其以尖錐屋頂對準下方的敵人，並藉由豪宅那龐大的質量造成驚人的重力加速度來壓垮對手。11卷第47話 御靈封神(二)中，真姬那用雙手撐住忌逆的豪宅攻擊，在忌逆打算製造第二幢豪宅攻擊時，真姬那快速開槍在豪宅中挖掘通行的空間，並且藉此來到尚未完全構築出第二幢豪宅的忌逆身邊，殺死了忌逆。動畫版中，無法做出豪宅般的陣地，但是曾做出森林陣地（漫畫版中這招是某隻詛咒同樣為構築陣地的烏鴉外型的屍的陣地）防止眾人前去支援被湖惑襲擊的景世和真姬那。此外，動畫版中的忌逆能以手指在空中劃出紅色的六角形，六角形中會自行出現三條線構築成為半透明的立方體陣地，作為快速防禦用途。在動畫版最後一集中，被眾人包圍，結果用來防禦的立方體陣地也被眾屍姬和契約僧圍攻，最終被攻破。被眾人圍剿因而走投無路的忌逆陷入瘋狂，後驚覺感受不到北斗的力量（因此時北斗已經成為赤砂的屍姬），而驚恐萬分，最後被殺死。
歪質（聲優：鈴木達央）
「七星」第二星，能够化身为怪影，十分贪吃。動畫版的設定中，留戀是「吃」，被已經變成屍的旺里的母親殺害，並且成為屍。動畫版的歪質很討厭頭屋的作法，因此在頭屋於學校攻擊真姬那時，硬是去湊一腳。在與旺里的決戰中變身，但是被旺里的座壇消滅。
漫畫版的歪質也可將雙手變成野獸巨臂，而且個性貪吃，在守護攻入的戰役中身體被消滅，留下一個小形怪物的黑影本體，挾間要他吃掉其他屍的屍體來重新構成本體。55話中可看到七星標誌位在脖子下方，背部肩胛骨附近，甚至可以變化為巨型怪物，推測應該是他的本尊，外表巨大，有一張大嘴，似乎是進入此狀態後會暴走，並吞噬周遭一切，被貞比呂評為混雜在七星中的怪物。
歪質的死前身分乃癌症末期的病人，由於病痛導致不能吞嚥而飽受飢餓之苦，因此死後才化身為以食慾為執念的屍，因此執念的核心也不同於一般以腦為核心的屍而是嘴。戀慕北斗，但也痛苦於自己只剩下想要吞吃的執念。
頭屋（聲優：諸星堇）
「七星」第六星，身材瘦而高大，头部是几个气球。漫畫版中的詛咒不明，但是在53話中和歪質一同前去阻止攻擊北斗的真姬那時，頭屋拿出一個氣球並且捏成了狗的外形，用途尚不明（因為之後北斗反擊因此頭屋便不繼續攻擊）。动画中其真身是個小女孩，生前家境貧困，三餐不繼，有一天父母帶她去遊樂園玩，玩到後來讓她覺得很幸福，在遊樂園的父母不論她想玩什麼都讓她玩，想吃什麼都買給她，於是在搭乘摩天輪的過程中，她感受到幸福，但是她父母卻策劃集體自殺，因此她便在不知不覺得情況下，在摩天輪的吊籃升到最高點，她感受到一切的幸福而達到幸福的頂點時，和父母一同死亡。因此，她便認為極致的幸福=死亡，所以成為屍的本性（七星是受到本性而非留戀的驅使）便是給予所有人極致的幸福，也就是死亡，這也造就了她獨特的詛咒。本體躲在西裝中，手里拿着充当头部的气球（其他氣球會飄走）。動畫版中的詛咒是她的汽球，氣球的線會纏繞住對手的脖子，並且吸取對方的幸福感，當幸福感越多，氣球會持續脹大，最後爆破就會落出泥狀怪物，吞噬掉對手本身。由於泥狀怪物是對手的幸福化成，因此等同於對手的分身，若對手為人類，泥狀怪物又被消滅，也就是另一個自己被消滅，對手便會死亡。
動畫中頭屋控制並且利用迷失在山區林中的春日望，使她在學校製造騷動。春日望可透過嘴吐出超迷你氣球，吸入氣球的對手會感到幸福，並且體內擁出無數氣球然後死亡。春日則是因為歪質殺死了由春日的幸福感變化成的泥狀怪物因而失去另一個自己而死亡。頭屋在學校與真姬那的戰鬥中，利用施在春日望身上的詛咒，使學校變化成遊樂園，而遊樂園中，同樣被施以詛咒的學生們的汽球，在真姬那的攻擊下破掉並且變成泥狀怪物，攻擊了真姬那。頭屋在最後一集理解到屍姬都明白死亡的幸福，因此發現自己無法給她們幸福，自暴自棄的情況下，刻畫著七星標誌的代表頭部的氣球脹破並且泥狀怪物出現包覆頭屋的本體（小女孩），然後被嵩征和梅原聯手消滅。
漫畫版中，為了守護作為家人的北斗，將腦部被摧毀大半的自己奉獻給狹間。
湖惑（聲優：早志勇紀）
在動畫中取代雷輪地位的屍。生前應該是修行僧侶，詛咒是可讓自己的身體變化成霧狀，並且霧除了具有催眠效果，也可成為易燃氣體讓子彈攻擊到霧狀身體後引發爆炸傷害對手。這招後來被景世破解，在他化為霧狀並且圍繞在景世身邊時，景世將毒八菱含在嘴中咬成碎片，再吐出，讓湖惑的霧狀身體都沾滿毒八菱的碎屑因而中毒。此外，也能和屍的肉塊結合增強自己的能力。中樞（腦）並不在頭部，而是在胸前佩掛的其中一顆佛珠中。雖說取代漫畫的雷輪，但是還取代了漫畫中的死面，和屍的肉塊結合是死面的能力，然後湖惑的催眠之霧在漫畫中是種法具，由赤沙散佈。

### 大群
大群是漫画中规模最大的尸群，是光言宗的主要敌人。在动画版没有出场。

#### 王
祟神魔緣
大群的最高領袖與靈魂人物。被尸認為是大群的力量來源而稱之為「闇之太陽」，也是咒物「五部大乘經」的原持有主。曾是古時的天皇（影射崇德天皇），但由於身為祖父與皇后亂倫所生下的不義之子，即位之後引發動亂，被迫退位並遭到流放。為了贖罪而以自身之血書寫了五部大乘經，然而其憂國憂民的贖罪之心未被接受。終於在絕望之下對原為進上贖罪，祈求來世成佛而著的五部大乘經注入詛咒，從此墮入魔道，成为怨灵神。
在大群的努力下借助五部大乘经在現世復活，现以崇神魔緣自稱。由於復活儀式是在星象位置不完全配合的情況下進行的，王在复活后暂时需要坐鎮於结界中央的王座上，然而其本身拥有非常强大的战斗力和再生能力，可以不经接触就对物体施加重击，憑藉語言就可以改變現實，其能力被部下称为“神通力”。作品中已知能有效地傷害王的手段只有不動明王劍（近身戰武器）與輝背男的神通力(但是輝背男要使用神通力必須要在光言宗總本山的玉室中靠大僧正以全國靈力加持方能施展，因此只能做為防禦手段)。持不動明王劍者必須進入结界內與力量完整的王對抗。原本光言宗的討伐作戰中「御靈封神」中，由梅原鉦近趁機行刺。然而王當機立斷扯下左臂並用其阻擋不動明王劍的斬擊，並于漫画53话中得以走出结界。後率眾進攻光言宗總本山。
在第十四卷中，於總本山的核心所在，光言宗大僧正與其所持有的[屍姬的原型]輝背男作為最後的防線，與王展開一場驚天動地的死鬥。被逼入絕境的王在身體即將崩潰的關頭，回想起自己墮入魔道的初衷，徹底拋棄自己身為「神」的一切，化身為完全的屍從而擊敗了大僧正與輝背男，將光言宗總本山攻陷。

#### 教主
能藉五部大乘經使王復活的五位關鍵人物，除了七星的狭间（代替北斗參與復活儀式）以外，還包括：
計都
生前是古代天皇（即現在的王）的貼身重臣（影射源為朝），擅长射箭，被稱為當代無雙之武人的傳說中武士。死後依然繼續對王的忠誠。如今性格冷酷殘忍卻十分慎重。能力是操控血，更能进一步解放力量、改变外观并射出威力强大的血箭。
作为尸存在了800多年，被光言宗称为“现存最古老的尸”、“大怨灵”。
在大群中具有副將之地位，亦是教主之中對王忠誠心最高的一人，多次在最前線與光言宗正面對壘。
當王最後與轟旗神佳一同被封印於黃泉常世之際，計都最後亦跟隨王貫徹他即使死亡也無法阻止的忠義。
李黎紅
生前是古中國的女道士，為了師法得道升天的仙人克服死亡而將自己的肉身加以精鍊，結果將自己煉成屍而有著「僵屍仙」的稱號。原本留守在大群根據地，在王復活之後則也投入了對光言宗的戰鬥。能够支配道家的十種死（泛指所有常规的死亡，包含槍死、砍死、餓死、溺死、燒死、電死、壓死、凍死、毒死、病死。因此一般攻击對她無效，但被荒神莉花以符咒劃傷過）。
於第六十三話時透露其身為屍的本性是不想死。然而身為人類時並沒有留下任何快樂的回憶也沒有找到活下去的理由，因此無法理解屍姬們為留戀而戰的可能性。
儘管因為極端恐懼死亡而將十種死作為攻防合一的詛咒來保護自己，但這份對死亡的恐懼忽略了自殺的可能性而留下唯一的破綻，與早季對戰時遭奪去一臂之後被這個斷肢打穿腦部而死亡(63話)。
迪弗洛特・艾基斯
歐洲惡靈王一族的首領。性格较不冷静，但有强大的战斗力。并不信服王。加入大群的理由是想在王身上尋找到成為王者的奧秘。
能讓身體霧化來閃避攻擊，藏身霧中神出鬼沒。而當進行吸血之後，其能力還能再進行提昇。
在61話中，敗給了高峰和神佳。
设定的生日是4月4日，身高165cm，体重51kg。
米蘭姆・帕爾朵
信奉印度神話中掌管破壞與殺戮的女神‧死戰女神时母的殺手。能以敵人的夢境為媒介進行滲透，並用由木乃伊化的屍所製成的殭屍粉迷幻對手，令其身陷惡夢，最後連肉體也受惡夢影響自行破壞。在第九卷中利用此能力成功滲透光言宗本山，誘使一名僧兵殺傷自己的屍姬並自爆之後與眾屍姬對戰，即使隨後敗在由旺里協助的轟旗神佳手裡也沒有立刻被徹底消滅而潛入本山地底，利用自己的血和肉成功達成污染光言宗本山地下水脈的目的。
在漫画53话中，被她污染成黑色的水在王的召唤下化为黑雨，使王得以走出结界。

#### 屍
死面
源為義
源賴賢
藤原賴長
平忠正

#### 人類
鹿堂赤紗
洛奇亞

### 其他
犬彦 瑞樹（聲優：大浦冬華）
牛島 尋維（聲優：奈良徹）
墨鳥（聲優：庄司将之）
春日 望（聲優：丸山美紀）
曾經因看見真姬娜戰鬥而認為死後是美麗，並以追求真姬娜為目標。最初藉旺理去了解真姬娜，但最後反而喜歡上旺里。動畫版在被頭屋加上氣球後，因歪質破壞並殺掉氣球裡的怪物，最後死亡。在原作漫畫裡則仍生還，在御靈封神失敗後被屍群捕捉並植入屍蟲，隨後在旺里等人的介入之下成功脫險，但因為在救助時部分屍蟲已侵入大腦，旺里也希望春日繼續身為人類活下去、不願將其轉成屍姬（漫畫版的春日具有成為屍姬的資質）而決定讓具有隔空取物神通力的蕾涅芙冒著破壞春日衍生迷戀（有關旺里的記憶）的大腦部分之危險來消滅這最後的屍蟲，很有可能在甦醒後便不再會記起旺里的事。
理子（聲優：堀江由衣）
弗洛梅爾‧傑特‧拉斯特馮
大教會的驅魔師，被移植了聖喬治的聖人骨，雙手雙腳擁有屠龍之力，身體也因此具備「天使性」。
蕾涅芙‧卡戈伊爾
大教會的驅魔師，被移植了聖人骨，具有穿透的能力
賽爾雷婭
大教會的驅魔師，被移植了聖人骨，手拿女武神般的長槍

## 用語简介
屍
即殭屍或喪屍。人若在死亡時對人世間仍有極強烈的眷戀，便有受詛咒而屍化的可能。然而屍除了極少數之外通常會失去自我，淪為被嗜殺衝動左右的活死人。
屍經常成群結隊攻擊活生物，但真正有組織，被稱為「群」的屍集團只佔少數。
與一般對殭屍的刻板印象很類似，屍的弱點在作為屍咒中樞的腦部。
屍姬
光言宗手下針對屍進行獵殺的不死部隊，在死亡之後與完全屍化之前與光言宗的僧侶訂立契約而成。屍姬對傷害的承受能力優於常人，也有相對強大的再生力，不過與一般的屍不同，屍姬得以完全保有自我。
契約的三項戒律：
1. 殲滅一百零八具屍便能被引渡到天國極樂世界。
2. 契約一旦生效就沒有反悔的餘地。
3. 即使在圓約之前被殺也不能有怨言。

被稱為「姬」是由於光言宗有記載的契約者皆為女性。其來源實際上是光言宗開宗祖師為了使死去的獨生女復活而悟得的法術。然而光言宗後人試圖複製其成果卻無法理解其箇中奧妙而使得契約者蒙受限制－屍姬若遠離契約僧就會被削弱能力，而且契約僧一旦死去而無人繼承其地位，屍姬也會跟著變回一般的屍。
儘管是與光言宗訂立契約為光言宗賣命，屍姬作為不死者在光言宗信眾之中依然承受著參雜畏懼與輕蔑的孤立態度，認為契約者是「被死亡迷惑的人」或「偏離悟道最遠的存在」的信徒是大有人在。因為光言宗將屍姬集結視為招來不吉利的行為，屍姬之間很少有協同作戰的場合。
屍姬如果攻擊正常人類，使其受到重傷甚至死亡，自己也會蒙受傷害。動畫版的遠岡明是少數的例外之一。

## 出版書籍
| 集數 | 史克威爾艾尼克斯 | 史克威爾艾尼克斯                                        | 青文出版社     | 青文出版社             | 玉皇朝         | 玉皇朝                 |
| 集數 | 發售日期         | ISBN                                                    | 發售日期       | ISBN / EAN             | 發售日期       | ISBN                   |
| ---- | ---------------- | ------------------------------------------------------- | -------------- | ---------------------- | -------------- | ---------------------- |
| 1    | 2005年8月22日    | ISBN 4-7575-1506-5                                      | 2006年11月1日  | ISBN 978-986-156-761-7 | 2006年12月     | ISBN 978-962-8950-79-9 |
| 2    | 2006年2月22日    | ISBN 4-7575-1626-6                                      | 2007年1月15日  | ISBN 978-986-156-814-0 | 2007年1月      | ISBN 978-962-8951-05-5 |
| 3    | 2006年8月22日    | ISBN 4-7575-1738-6                                      | 2007年2月15日  | ISBN 978-986-156-843-0 | 2007年1月      | ISBN 978-962-8951-24-6 |
| 4    | 2006年12月22日   | ISBN 4-7575-1824-2                                      | 2007年3月1日   | ISBN 978-986-156-859-1 | 2007年2月      | ISBN 978-962-8951-46-8 |
| 5    | 2007年5月22日    | ISBN 978-4-7575-2016-5                                  | 2007年8月1日   | ISBN 978-986-209-038-1 | 2007年7月      | ISBN 978-962-8976-47-8 |
| 6    | 2007年10月22日   | ISBN 978-4-7575-2134-6                                  | 2007年12月21日 | ISBN 978-986-209-211-8 | 2007年12月     | ISBN 978-962-8977-69-7 |
| 7    | 2008年2月22日    | ISBN 978-4-7575-2220-6                                  | 2008年6月9日   | ISBN 978-986-209-398-6 | 2008年6月      | ISBN 978-962-8002-39-9 |
| 8    | 2008年6月22日    | ISBN 978-4-7575-2301-2                                  | 2008年8月25日  | ISBN 978-986-209-567-6 | 2008年10月     | ISBN 978-962-8012-22-0 |
| 9    | 2008年9月22日    | ISBN 978-4-7575-2379-1                                  | 2008年11月17日 | ISBN 978-986-209-644-4 | 2008年12月     | ISBN 978-988-8012-83-1 |
| 10   | 2009年1月22日    | ISBN 978-4-7575-2472-9                                  | 2009年3月23日  | ISBN 978-986-209-785-4 | 2009年4月      | ISBN 978-988-8013-76-0 |
| 11   | 2009年7月22日    | ISBN 978-4-7575-2605-1                                  | 2009年9月22日  | ISBN 978-986-209-996-4 | 2009年10月     | ISBN 978-988-8035-55-7 |
| 12   | 2010年1月22日    | ISBN 978-4-7575-2777-5                                  | 2010年5月11日  | ISBN 978-986-256-291-8 | 2009年5月      | ISBN 978-988-8048-28-1 |
| 13   | 2010年7月22日    | ISBN 978-4-7575-2933-5                                  | 2010年11月17日 | ISBN 978-986-256-537-7 | 2009年11月     | ISBN 978-988-8088-82-9 |
| 14   | 2010年12月22日   | ISBN 978-4-7575-3084-3                                  | 2011年4月8日   | ISBN 978-986-256-723-4 | 2011年4月      | ISBN 978-988-8089-90-1 |
| 15   | 2011年6月22日    | ISBN 978-4-7575-3250-2                                  | 2011年10月14日 | ISBN 978-986-256-937-5 | 2011年11月     | ISBN 978-988-8127-00-9 |
| 16   | 2011年11月22日   | ISBN 978-4-7575-3386-8                                  | 2012年5月25日  | ISBN 978-986-310-167-3 | 2012年5月      | ISBN 978-988-8128-94-5 |
| 17   | 2012年4月21日    | ISBN 978-4-7575-3549-7 ISBN 978-4-7575-3499-5（特装版） | 2012年9月25日  | ISBN 978-986-310-338-7 | 2013年3月      | ISBN 978-988-8169-34-4 |
| 18   | 2012年10月22日   | ISBN 978-4-7575-3723-1                                  | 2013年1月25日  | ISBN 978-986-310-488-9 | 2014年3月      | ISBN 978-988-8252-35-0 |
| 19   | 2012年4月22日    | ISBN 978-4-7575-3937-2                                  | 2013年11月16日 | ISBN 978-986-310-824-5 | 2014年8月27日  | ISBN 978-988-8302-38-3 |
| 20   | 2013年10月22日   | ISBN 978-4-7575-4032-3                                  | 2014年5月22日  | ISBN 978-986-356-008-1 | 2014年11月18日 | ISBN 978-988-8302-66-6 |
| 21   | 2014年3月22日    | ISBN 978-4-7575-4240-2                                  | 2015年8月20日  | EAN 471-8-0160-1365-0  |                |                        |
| 22   | 2014年8月22日    | ISBN 978-4-7575-4386-7                                  | 2016年3月21日  | EAN 471-8-0160-1667-5  |                |                        |
| 23   | 2014年11月22日   | ISBN 978-4-7575-4468-0                                  | 2016年10月11日 | EAN 471-8-0160-1891-4  |                |                        |

### 相關書籍
小說
（作者：霧海正悟、插画：赤人義一）
- 2009年8月12日、ISBN 978-4-7575-2636-5

導讀手冊
- 屍姬完全手冊 屍解教典（屍姫パーフェクトガイド 屍解教典）

| 集數 | 史克威爾艾尼克斯 | 史克威爾艾尼克斯       | 青文出版社    | 青文出版社             |
| 集數 | 發售日期         | ISBN                   | 發售日期      | ISBN                   |
| ---- | ---------------- | ---------------------- | ------------- | ---------------------- |
| 全   | 2008年9月22日    | ISBN 978-4-7575-2369-2 | 2009年8月25日 | ISBN 978-986-209-971-1 |

## 電視動畫
《屍姬》在日本於2008年10月開始在神奈川電視台上播映，分《屍姬 赫》與《屍姬 玄》兩部共26話，

### 製作人員
- 原作：赤人義一
- 企劃：田口浩司、武田康廣、森山敦
- 監督：村田雅彥
- 製作人：山賀博之、川崎智子、倉重宣之、柏田圭一
- 企劃協力：清水一秀、松崎武吏
- 故事、劇本：會川昇
- 角色設計：久保田誓、貞方希久子
- 屍設計：小島大和
- 道具設計：杉山了藏
- 色彩設計：油谷有美
- 美術設定：兒玉陽平
- 美術監督：松本浩樹（Studio Easter）
- 攝影監督：山田豐德（GAINAX攝影部）
- 編輯：瀨山武司
- 音樂：住友紀人
- 音響監督：三間雅文
- 音響製作：
- 音樂製作：Star Child Record
- 動畫製作：GAINAX、feel.
- 企劃協力、製作：GANSIS
- 製作：屍姬製作委員會

### 主題曲
片頭曲
- 「Beautiful fighter」（第2話-第25話）

歌：angela
作詞：atsuko、作曲：atsuko、KATSU、編曲：KATSU
片尾曲
- 「My story」（第1話-第3話、第5話-第12話、第15話）

歌：angela
作詞：atsuko、作曲：atsuko、KATSU、編曲：KATSU
- （第4話）

歌：飯塚雅弓
作詞：只野菜摘、作曲：住友紀人、編曲：住友紀人
- 「Beginning」（第13話-第14話）

歌：angela
作詞：atsuko、作曲：atsuko・KATSU、編曲：KATSU
- （第16話-第25話）

歌：angela
作詞：atsuko、作曲：atsuko・KATSU、編曲：KATSU

### 各集標題
- 本作所有劇本皆為會川昇所撰寫。

| 話數    | 標題     | 中譯             | 分鏡                  | 演出              | 作畫監督                                       |
| 屍姫 赫 | 屍姫 赫  | 屍姫 赫          | 屍姫 赫               | 屍姫 赫           | 屍姫 赫                                        |
| ------- | -------- | ---------------- | --------------------- | ----------------- | ---------------------------------------------- |
| 1       |          | 死在舞蹈         | 村田雅彥              | 村田雅彥          | 貞方希久子                                     |
| 2       |          | 遊戲的繼續       | 村田雅彥              | 村田雅彥          | 渡邊敬介                                       |
| 3       |          | 夜之聲           | 小竹步                | 小竹步            | 小島大和                                       |
| 4       |          | 慘美歌           | 佐佐木奈奈子          | 佐佐木奈奈子      | 杉山了藏 氏家嘉宏                              |
| 5       |          | 背信僧           | 木村隆一              | 木村隆一          | 本村晃一                                       |
| 6       |          | 妖走的盡頭       | 村田雅彥              | 神原敏昭 津田尚克 | 相坂直紀                                       |
| 7       |          | 偽言魂           | 日色如夏              | 日色如夏          | 貞方希久子                                     |
| 8       |          | 安樂             | 水島精二              | 佐伯昭志          | 横井将史                                       |
| 9       |          | 往那胸口帶來心跳 | 高柳滋仁              | 村田雅彥          | 鈴木豪 萩原弘光                                |
| 10      |          | 星於地           | 木村隆一              | 木村隆一          | 長谷川ひとみ                                   |
| 11      |          | 某個夜晚         | 小竹步                | 小竹步            | 芳垣祐介                                       |
| 12      |          | 黎明             | 佐伯昭志              | 佐伯昭志          | 平田雄三                                       |
| 13      |          | 契約僧告別式後   | 村田雅彥              | 村田雅彥          | 渡邊敬介                                       |
| 屍姫 玄 |          |                  |                       |                   |                                                |
| 14      |          | 光之路線         | 村田雅彥              | 村田雅彥          | 濱津武廣 枡田邦彰 杉山了藏                     |
| 15      |          | 我的敵人         | 高柳滋仁              | 津田尚克          | 相坂直紀                                       |
| 16      |          | 深愛的異形       | 日色如夏              | 日色如夏          | 貞方希久子                                     |
| 17      |          | 異月的形貌       | 佐佐木奈奈子          | 佐佐木奈奈子      | 枡田邦影 濱津武廣                              |
| 18      |          | 本性與迷戀       | 園田雅裕              | 園田雅裕          | 倉橋希                                         |
| 19      |          | 名為幸福的怪物   | 富田浩章              | 富田浩章          | 本村晃一                                       |
| 20      |          | 稀鬆平常的願望   | 高柳滋仁              | 津田尚克          | 鈴木豪 丸山隆 杉山了藏 佐藤元昭                |
| 21      |          | 我的母親並不污穢 | 高柳滋仁              | 津田尚克          | 氏家嘉宏 緒方浩美 濱津武廣 枡田邦彰            |
| 22      |          | 生者的價值       | 平松禎史              | 平松禎史          | 横井将史 貞方希久子                            |
| 23      |          | 地獄的前方       | 村田雅彥              | 村田雅彥          | 鈴木豪 杉山了藏 佐藤元昭 相坂直紀              |
| 24      |          | 一〇八的謊言     | 小竹步                | 小竹步            | 名倉智史 久保田誓 小島大和 横井将史 貞方希久子 |
| 25      |          | 屍的盡頭         | 阿部雅司 佐佐木奈奈子 | 津田尚克 村田雅彥 | 濱津武廣 萩原弘光 氏家嘉宏 緒方浩美            |
| 26      | TV未播映 |                  | 阿部雅司              | 阿部雅司          | 杉山了藏、緒方浩美                             |

## 相關商品

### CD
- 住友紀人 オリジナル・サウンドトラック 屍姫 赫（2008年11月26日）
- 住友紀人 オリジナル・サウンドトラック 屍姫 玄（2009年5月13日）
  - 主要動畫主題歌4曲はangelaの4thアルバムLand Ho!に収録
- TVアニメ屍姫 Webラジオ 屍姫ラヂヲ DJCD 第1巻 こちら大麟館世空寺青空放送局 玄（2009年5月27日）
- TVアニメ屍姫 Webラジオ 屍姫ラヂヲ DJCD 第2巻 こちら大麟館世空寺青空放送局 in 韓国&猫カフェ！（2009年7月23日）

### DVD
- 屍姫 赫 第一巻（2009年1月27日）
- 屍姫 赫 第二巻（2009年2月4日）
- 屍姫 赫 第三巻（2009年3月11日）
- 屍姫 赫 第四巻（2009年4月8日）
- 屍姫 玄 第一巻（2009年5月13日）
- 屍姫 玄 第二巻（2009年6月10日）
- 屍姫 玄 第三巻（2009年7月8日）
- 屍姫 玄 第四巻（2009年8月5日）

## 外部連結
原作
- 屍姫官方網站 （页面存档备份，存于）（日語）
- 屍姫小説 - ガンガンONLINE -SQUARE ENIX-（日語）

動畫
- 動畫官方網站（Star Child） （页面存档备份，存于）（日語）
- 動畫官方網站（TOKYO MX） （页面存档备份，存于）（日語）
- 動畫官方網站（GAINAX）（日語）